# Abutre-de-capuz
Abutre-de-capuz ou jagudi (Necrosyrtes monachus) é um abutre do Velho Mundo da ordem dos Acipitriformes, que também inclui as águias, gaviões, milhafres e falcões. É o único membro do gênero Necrosyrtes.
Faz um ninho de gravetos em árvores, frequentemente palmeiras, em grande parte da África subsariana, pondo apenas um ovo. Juntam-se em colónias flexíveis. A população é essencialmente residente.
Tal como os outros abutres, é necrófago, alimentando-se principalmente de carcaças de animais mortos e lixo, que localiza sobrevoando as savanas e as vizinhanças das habitações humanas, incluindo lixeiras e depósitos de restos de matadouros. Desloca-se frequentemente em bandos e é muito abundante. Nas suas áreas de distribuição, é quase sempre possível ver vários pairando no céu a qualquer hora do dia.
Este abutre não demonstra qualquer medo dos humanos, concentrando-se com frequência em volta de locais habitados. É um abutre típico, com a cabeça cor de rosa e sem penas, e um "capuz" acinzentado. A plumagem do corpo é de cor castanha escura e homogénea. Possui umas grandes asas adequadas para planar, e uma cauda curta. É uma espécie pequena, comparada com a maioria dos abutres.
Quando são perturbados nos seus ninhos, emitem um grito agudo.